# Seemannsschulen in Deutschland
Die Seemannsschulen in Deutschland sind berufsbildende Schulen, in denen die Aus- und Fortbildung von Fachkräften für Seefahrtberufe durchgeführt werden. In früheren Jahren war dies vornehmlich der Beruf des Matrosen, seit Mitte der 1980er Jahre werden junge Seeleute in Deutschland hier zum Schiffsmechaniker ausgebildet. Bis in die 1950er/1960er Jahre sprach man auch von Schiffsjungenschulen und umgangssprachlich nannte man Seemannsschulen in Deutschland häufig „Mosesfabrik“ (Schiffsjungen haben an Bord den Spitznamen „Moses“).

## Hamburger Seemannsschulen

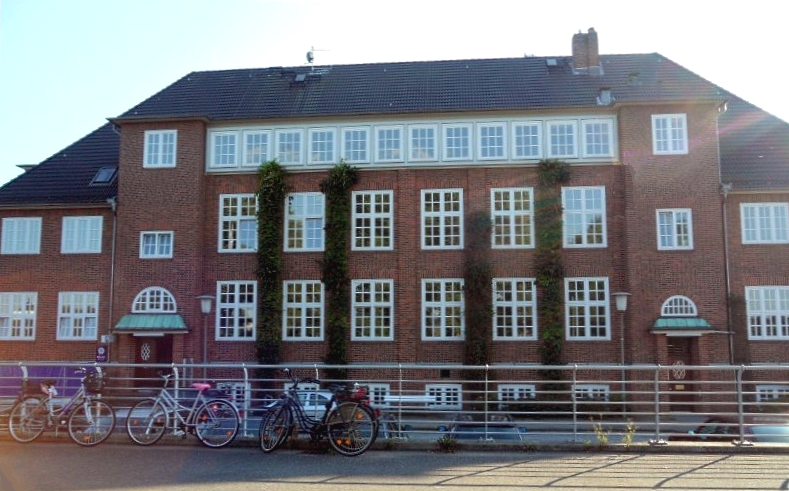
Ehemalige Seemannsschule Hamburg-Finkenwerder von 1913 bis 1944 (2012)

### Geschichte

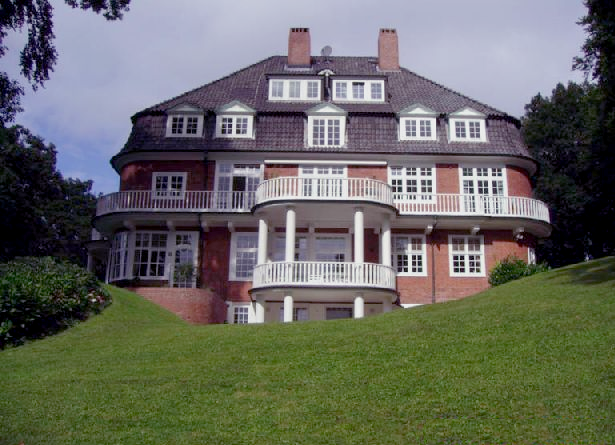
Ehemalige Seemannsschule Hamburg-Blankenese, Falkenstein von 1953 bis Juni 1974 (2007)

Die erste Hamburger Seemannsschule wurde am 1. Dezember 1862 mit 12 Jungen auf Steinwerder eröffnet. Dies geschah auf Initiative Hamburger Kaufleute und Reeder, darunter wie Adolph Godeffroy, F. Laeisz und Robert M. Sloman.
Einer der Gründe für die Einrichtung einer solchen Lehr- und Ausbildungsanstalt waren die zahlreichen Unglücksfälle, die es auf deutschen Handelsschiffen – damals überwiegend Segelschiffe – gab und von denen meistens die jungen, unerfahrenen Berufsanfänger betroffen waren d. h. in diesem Fall die Schiffsjungen. Ziel war es, die Jungen durch eine geeignete Schulung auf ihren zukünftigen Beruf vorzubereiten. Die Ausbildung dauerte zwei Jahre und sollte u. a. durch körperliche Ertüchtigung wie Rudern, Klettern und Schwimmen, aber auch durch Erziehung zur Ordnung, Reinlichkeit, Pünktlichkeit usw. geschehen. Darüber hinaus sollten die Jungen mit Decksarbeiten wie Knoten, Spleißen, Segel nähen etc. vertraut gemacht werden und sich an das Arbeiten in einer Gemeinschaft gewöhnen. Später wurde die Ausbildungszeit auf sechs Monate verkürzt. Im Jahr 1887 wurde die bis dahin als Aktiengesellschaft betriebene Schule in eine Stiftung umgewandelt.
1889 zog die Schule nach Waltershof und 1913 nach Finkenwerder, wobei 1923 dort einer der später bekanntesten Schüler, der Bootskommandant von U 47 KKpt. Günther Prien, seine erste seemännische Ausbildung bekam. 1944 wurde der Lehrbetrieb auf das zur Verfügung gestellte Schulschiff Großherzogin Elisabeth verlagert, welches durch Kriegseinwirkung 1945 noch stark beschädigt wurde.

### Ausbildungseinrichtungen

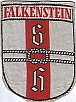
Ärmelaufnäher

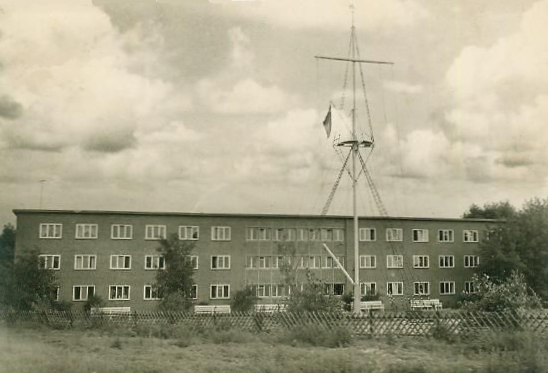
Ehemalige Seemannsschule Hamburg-Finkenwerder von 1957 bis 1973-74 (1962)

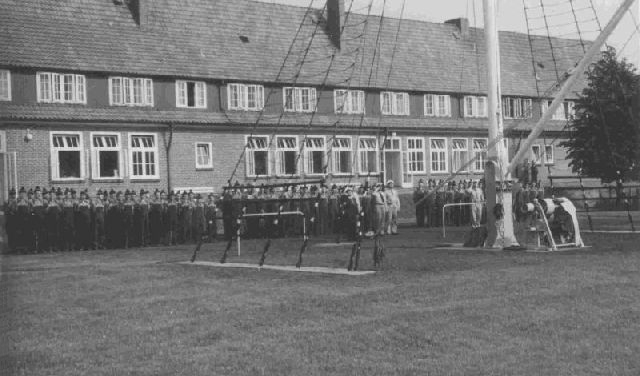
Ehemalige Seemannsschule Bremervörde von 1957 bis 1973/74 (1958)

Ab dem Jahr 1952 wurde es in der westdeutschen Handelsschifffahrt gesetzliche Vorschrift; siehe Vierte Verordnung zur Änderung der Schiffsbesetzungsordnung vom 24. März 1952 (BGBl. II S. 514), Artikel 1. Nr. 4 Buchstabe e., dass jeder angehender Nautiker einen zweimonatigen, ab 1956 dreimonatigen Ausbildungslehrgang auf einer staatlich anerkannten Seemannsschule oder auch Schiffsjungenschule absolvieren musste. Darüber hinaus wurde der Beruf des Matrosen im Jahr 1956 zum Lehrberuf, dessen Schulausbildung in den Seemannsschulen durchgeführt wurde.
Nach dem Zweiten Weltkrieg nahm die Seemannsschule Hamburg ihren Betrieb 1953 in Hamburg-Blankenese auf dem Falkenstein wieder auf. Ihr erster Leiter war Kapitän Ernst Wagner, der Autor des Handbuches Decksarbeit. Zur damaligen Zeit war dies das maßgebliche Nachschlagewerk – die „Bibel“ – für angehende Seeleute. Im September 1957 wurden, ausgehend von Hamburg, noch zwei weitere Ausbildungsstätten, nämlich die in Finkenwerder am Finksweg 75 (erster Leiter Kapitän Mundt) und in Bremervörde in der Brackmannstraße 8 (erster Leiter Kapitän Neugebauer) eröffnet. Man sprach auch von den Hamburger Seemannsschulen. Die offizielle Adresse lautete Seemannsschule Hamburg, Zweigstelle Finkenwerder oder Bremervörde. Die Hauptverwaltung befand sich in der Falkensteiner Schule und der angehende Schiffsjunge hatte sich dort zu bewerben. Der Einfluss darauf, auf welcher der drei Schulen er später seinen Ausbildungslehrgang ableisten durfte, war gering.
Bei der ersten Hamburger Schule handelte es sich um die ehemalige Villa Grüneck, einem Bauwerk mit Elbblick der beiden Hamburger Architekten Hans und Oskar Gerson, welches im Auftrag des Hamburger Großkaufmanns Richard Schulz im Jahr 1912 erbaut wurde. Später war in dem Haus das Sanatorium auf dem Falkenstein untergebracht. Danach erwarb der Verband Deutscher Reeder die Villa und stellte sie zur Ausbildung des Nachwuchses für die deutsche Seeschifffahrt zur Verfügung. Am Elbstrand unterhalb der Villa am Falkensteiner Ufer gab es einen Anleger für drei Kutter zum Pullen sowie kleine Boote zum Wriggen. Der Davit mit den Booten von der Seemannsschule Hamburg-Finkenwerder war am Köhlfleet. Hier stand auch der Übungsmast und es gab eine Luke für Feuerschutzübungen unter Atemgerät.
Der seemännische Unterricht fand an den Seemannsschulen statt, der allgemeinbildende Unterricht wurde zunächst von Lehrern der Gewerbeschule für Werft und Hafen (Berufsschule) in den Seemannsschulen abgehalten, später hatten sich die Auszubildenden zum Unterricht in die Gewerbeschule zu begeben.

### Struktur der Seemannsschule
Das Personal der Seemannsschule bestand aus einem Leiter, dem Seemannsschulkapitän sowie mehreren Offizieren (Ausbildern), einem Bootsmann und Küchenpersonal.

### Ausbildung

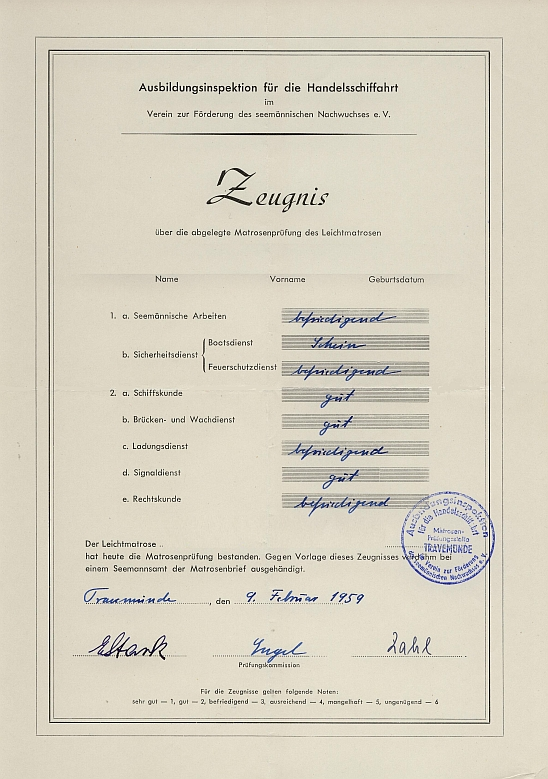
Zeugnis Matrosenprüfung vom 09-02-59

#### Ausbildungszeitplan
In der Regel besuchte der Auszubildende die Seemannsschule drei Monate.

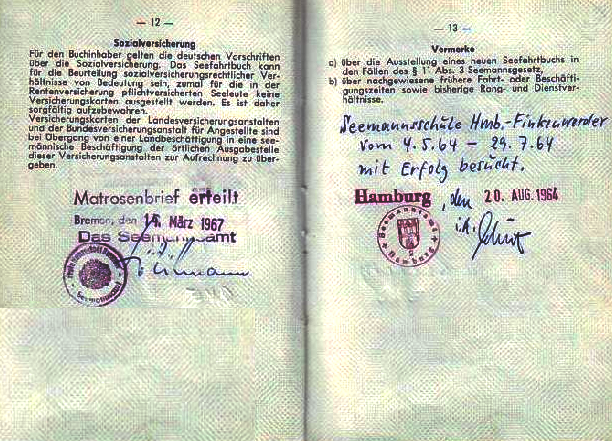
Seefahrtbuch - Einträge der Seemannsschule und Matrosenbrief 1967

Am Lehrgangsende wurde ihm ein Abschlusszeugnis ausgestellt, und er erhielt noch in der Schule sein erstes Seefahrtbuch mit einem entsprechenden Teilnahmevermerk. Danach konnte er an Bord eines Schiffes als Decksjunge anmustern. An Bord fuhr er ungefähr sechs Monate als Decksjunge, sechs bis acht Monate als Jungmann und ungefähr ein Jahr als Leichtmatrose, bevor er nach ca. drei Jahren Fahrzeit die Matrosenprüfung an einer Seemannsschule ablegen konnte. Der Matrosenbrief wurde danach vom Seemannsamt ausgestellt.

#### Praktische Ausbildung
Der zukünftige Seemann sollte auf der Seemannsschule schon an das Bordleben gewöhnt werden, deshalb gab es sogenannten Landgang in der ersten Zeit gar nicht und am Wochenende nur eingeschränkt. Kombüsendienst, Zeugwäsche und penible Reinigung der Unterkünfte sowie der Außenanlagen war Pflicht. Auf dem Programm standen die bereits oben genannten körperlichen Ertüchtigungen; damals unter dem Begriff Leibesübungen (Sport), sowie Decksarbeiten und Bootsdienst.

#### Theoretische Ausbildung
Auf dem Lehrplan standen Seemannschaft, Brückenwachdienst, Feuerschutz- und Rettungsbootdienst, Kenntnis der Unfall-Verhütungsvorschriften. Der Seemannsschuldienst war streng geregelt. Für die jungen Männer gab es eine Uniform, die aus einer Latzhose, khakifarbenem Hemd und einer Pudelmütze bestand. Wecken war morgens um sechs Uhr, um sieben Uhr Frühstück und ab acht Uhr Unterricht.
1971 wurde der Blockunterricht eingeführt. Ab dieser Zeit wurde der Beruf ein echter Lehrberuf für die Ausbildung zum Matrosen in deutschen Seeschifffahrt. In Westdeutschland wurde die Ausbildung zum Matrosen 1983 eingestellt, auf dem Gebiet der DDR mit der Wiedervereinigung. Stattdessen werden Schiffsmechaniker ausgebildet.
Es gab drei Blöcke Unterricht von jeweils zwei Monaten Dauer am Anfang, in der Mitte sowie am Ende der Ausbildung, die auch an der Staatlichen Gewerbeschule für Werft und Hafen in Hamburg durchgeführt wurden. Hier wurde auch an Dieselmotoren und in der Holz- und Metallbearbeitung sowie an Tauwerk und Draht gearbeitet.

#### Abschlussprüfung
Die Ausbildung endete mit einer umfassenden zweitägigen Prüfung und der Erteilung des Matrosenbriefes die dem des Gesellenbriefes entsprach. Eine Besonderheit war die subventionierte Schwimmausbildung durch die See-BG, damit der Seemann auch gut schwimmen konnte.

### Einstellung des Schulbetriebs
Etwa Mitte der 1960er Jahre kamen im Frachtschnelldienst im Fahrtgebiet Nordamerika Ostküste bei den beiden deutschen Linienreedereien HAPAG und NDL, die dieses Fahrtgebiet regelmäßig bedienten, die ersten Container zur Verladung. Der Transport unterschiedlichster Stückgüter in Containern sollte schon wenige Jahre später zu einer globalen Veränderung des gesamten Seetransportwesens führen. Dies hatte nicht nur, aber in erster Linie, gravierende Auswirkungen auf nahezu alle Bereiche der Seeschifffahrt, etwa den Schiffbau, die Häfen einschließlich des gesamten Containertransports, Speditionen usw. Etwa ab Anfang der 1970er Jahre wurde die Entwicklung durch den Einsatz von elektronischen Datenverarbeitungsanlagen beschleunigt. Computersysteme wurden für logistische Aufgaben in den Häfen eingesetzt und übernahmen in zunehmendem Maße auch die verschiedensten Aufgaben an Bord. Betroffen von diesem Umbruch waren die Reedereien und nicht zuletzt das Personal, welches auf den Schiffsneubauten und in den Häfen ihren Dienst verrichten musste. So begannen einzelne Reedereien bereits zu dieser Zeit, anstelle von ausgebildeten Fachkräften (Bootsmann, Zimmermann, Matrose) z. T. ungelerntes Personal im Decksdienst einzustellen. Eine Änderung der Schiffsbesetzungsordnung und Ausflaggung der Seeschiffe ergaben sich als Folge. Die maritime Ausbildung, so wie sie bisher mit großem Erfolg auf den Seemannsschulen vermittelt wurde, wurde nicht mehr benötigt. Als Folge dieser Entwicklung mussten alle drei Hamburger Schulen schließen; d. h. der eigene Lehrbetrieb der Seemannsschulen Hamburg wurde endgültig zum Ende des Jahres 1984 eingestellt. Gleiches geschah mehrere Jahre später, im Frühjahr 2002, mit der ehemaligen Bremer Seemannsschule, die auch das Schulschiff Deutschland betrieb.

### Ausbildung heute
In der Bundesrepublik Deutschland gibt es zurzeit drei Seemannsschulen, in denen angehende Seeleute entsprechend den heutigen Erfordernissen ausgebildet werden. Es handelt sich hierbei um die Lehr- und Ausbildungsstätte in Elsfleth, die in Travemünde auf dem Priwall, die nach 1945 dienstälteste Schule, welche 2012 ihr 60-jähriges Bestehen feierte und die Seemannsschule in Rostock. Die Schulen sind mit moderner maritimer Technik und Einrichtung ausgestattet, der Besuch ist per Gesetz vorgeschrieben und geregelt.

## Schleswig-holsteinische Seemannsschule

### Geschichte

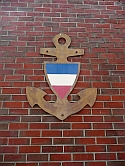
Schulwappen

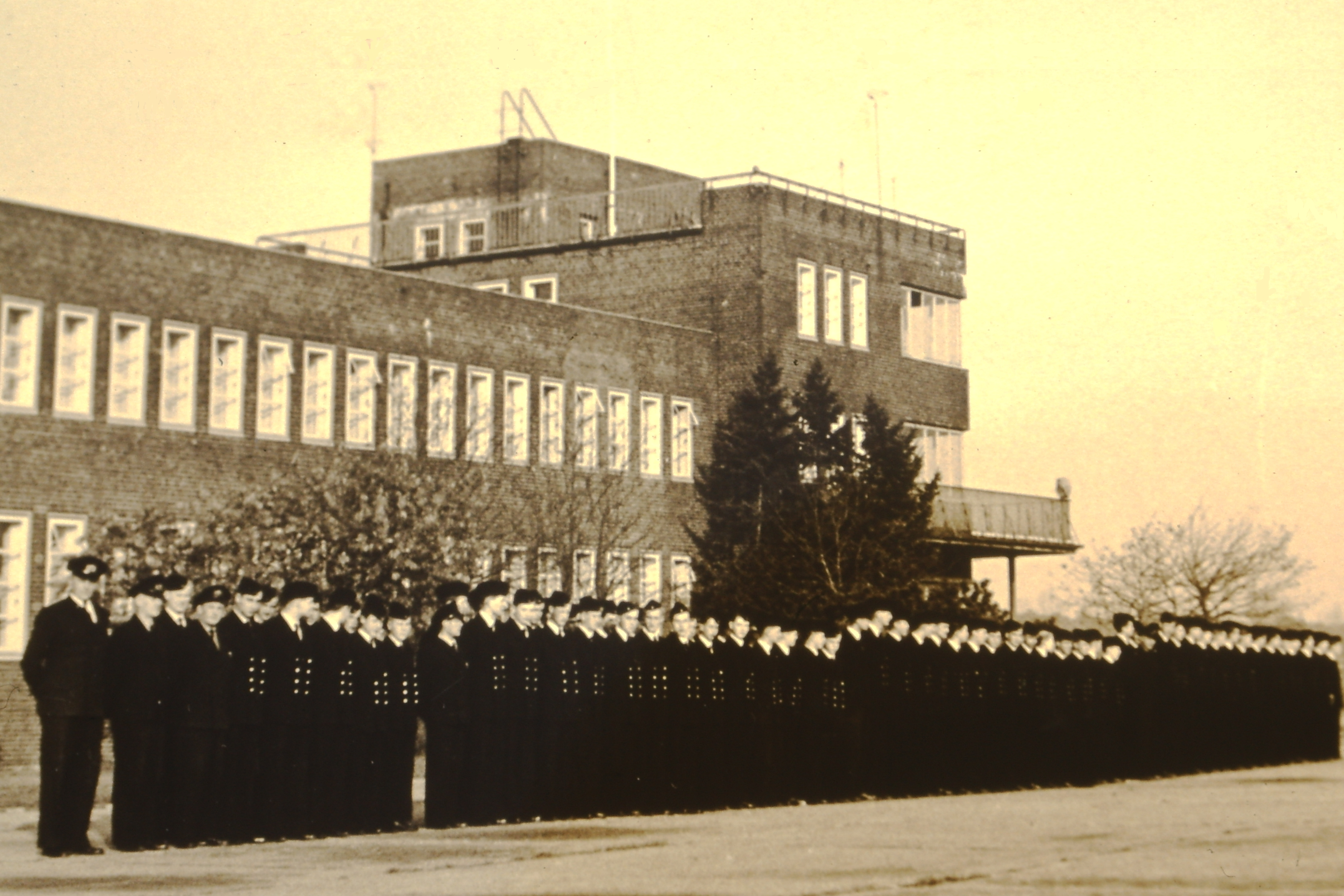
Die Wachen sind vor dem Schulgebäude angetreten, Priwall 1955

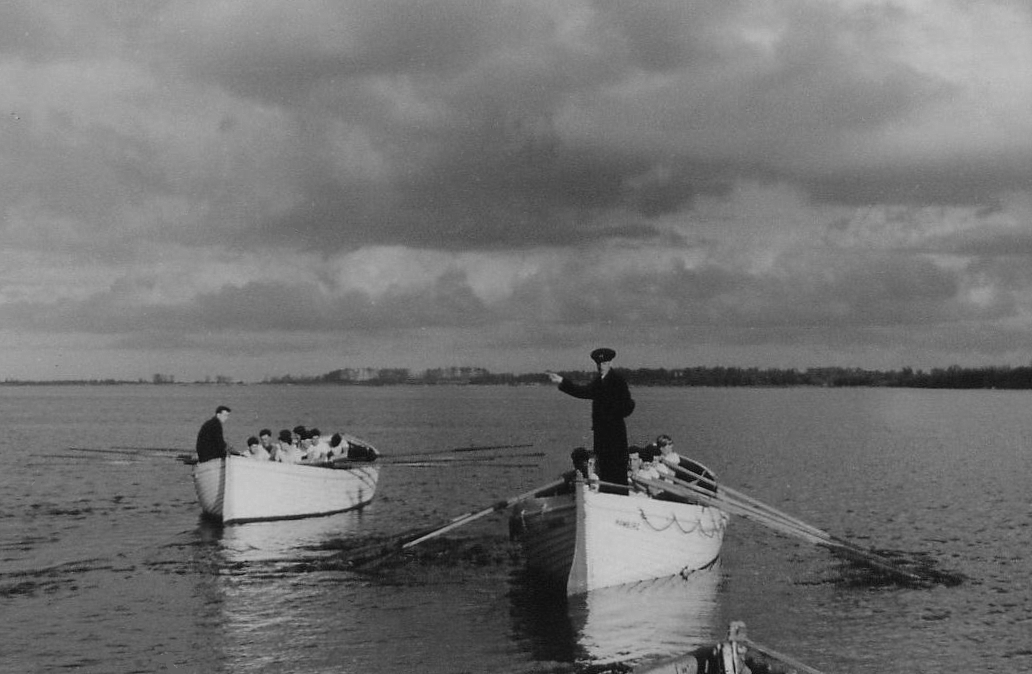
Kutterpullen auf dem Pötenitzer Wiek, im Hintergrund Mecklenburg-Vorpommern 1955

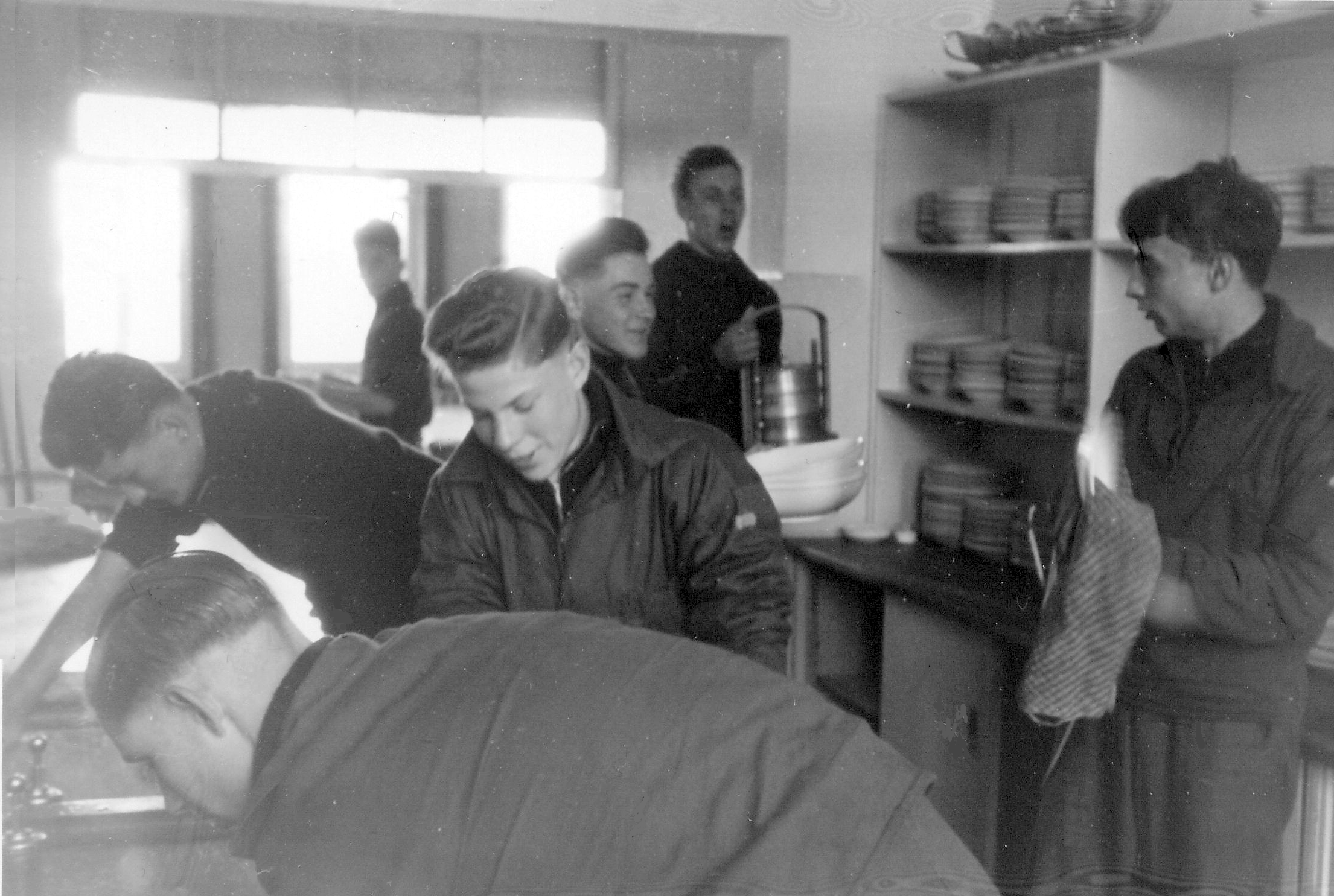
Backschaftsdienst mit Gesang auf der Seemannsschule Travemünde-Priwall 1955

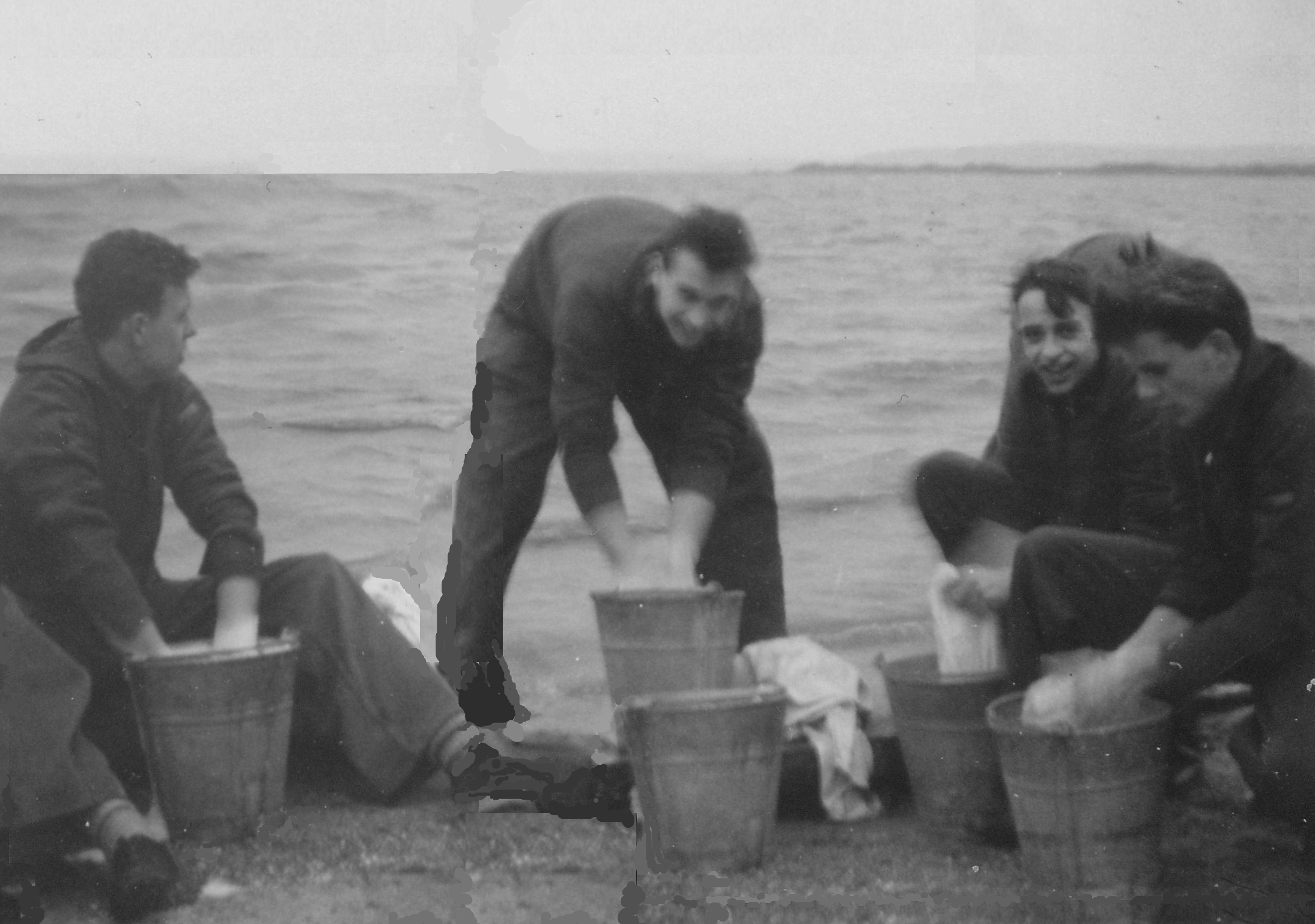
Zeugwäsche auf der Seemannsschule Travemünde-Priwall 1955

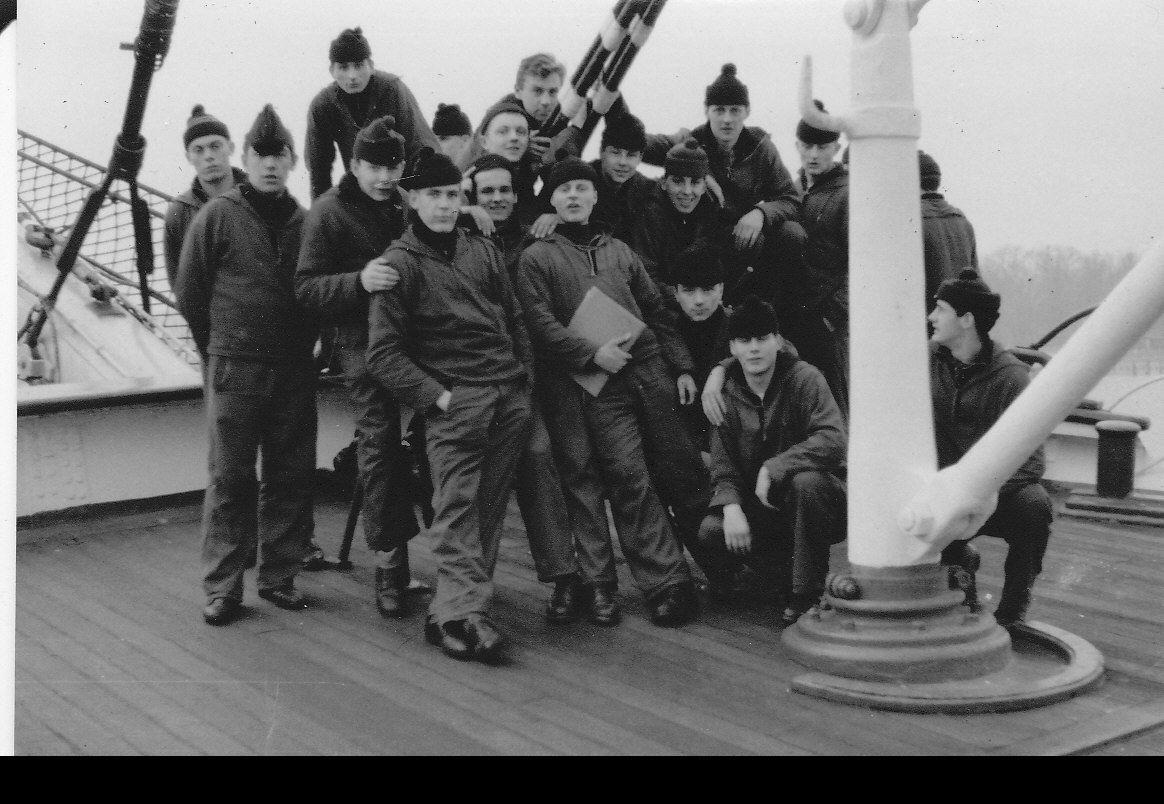
Priwall-Lehrgang 108 Steuerbordwache auf der Passat - Nov. 1961 bis Febr. 1962

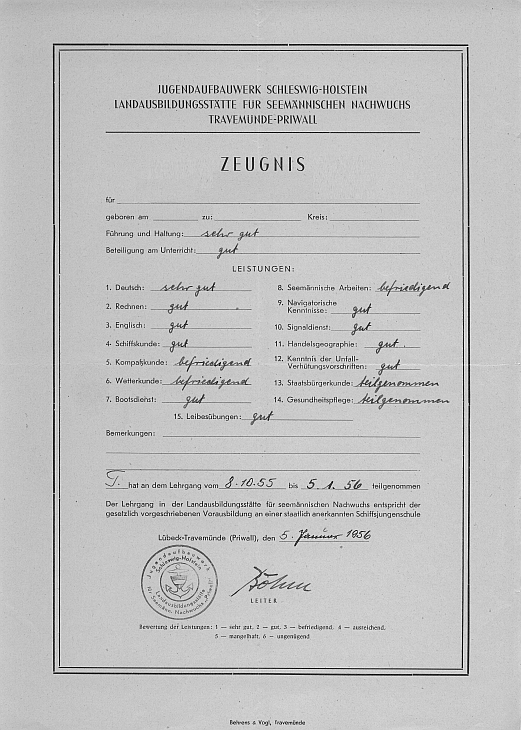
Zeugnis der Seemannsschule Travemünde-Priwall vom 5. Januar 1956

Die vollständige Bezeichnung der im holsteinischen Travemünde-Priwall gelegene Schule lautete damals „Jugendaufbauwerk Schleswig-Holstein, Landausbildungsstätte für Seemännischen Nachwuchs Priwall“. Die Schule nahm am 5. Mai 1952 ihren Betrieb auf und war damit die erste dieser Art in der Bundesrepublik Deutschland nach 1945; ihr erster Leiter war Kapitän Hermann Heuer. Dieser hatte am 12. Februar 1952 die Passat – als frachttragendes Segelschulschiff und erstmals wieder unter deutscher Flagge – als Kapitän geführt. Neben der Stammbesatzung befanden sich 54 Kadetten an Bord, die Reise führte von Brake nach Südamerika. Ursprünglich war auf dem Schulgelände an der Pötenitzer Wiek die Flugzeugwerft Lübeck-Travemünde untergebracht, die während der Zeit des „Dritten Reichs“ unter der Leitung der Reichsluftwaffe eine Erprobungsstätte der Luftfahrtindustrie errichtet hatte, auf der sämtliche neu entwickelte Land- und Seeflugzeuge getestet wurden. Details dazu kann man unter Erprobungsstelle See nachlesen. Noch heute sind die Gebäudeformen des ehemaligen Flughafen-Towers am Hauptgebäude der Schule deutlich auszumachen.
Was die Anzahl der Auszubildenden und die Dienstzeiten betraf, so waren diese ähnlich wie bei den Hamburger Schulen. Normalerweise gab es drei Wachen mit einer Stärke von je 25 bis 30 Mann (in Ausnahmefällen zusätzlich eine vierte Wache); um 06:00 Uhr war Wecken und um 22:00 Ruhe im Schiff. Jeden Monat wurde die dienstälteste Wache – nach dreimonatiger Ausbildung – in den Beruf entlassen und dreißig neue Leute wurden aufgenommen.
Die Ausbildung bestand wie in Hamburg aus einem theoretischen und einem praktischen Teil, wobei über letzteren nichts weiter zu sagen ist, weil er nahezu dem der drei Hamburger Seemannsschulen entsprach. Was den theoretischen Unterricht betraf, sind hier allerdings einige Fächer nachzutragen, die es bei den Hamburger Schulen nur in ähnlicher Form gab. So wurden beispielsweise auf dem Priwall Grundkenntnisse in Schiffs-, Kompass- und Wetterkunde, sowie in Navigation vermittelt; es gab das Fach Handelsgeographie und Signaldienst, wozu Licht- und Funkmorsen gehörte. Die Fächer Deutsch, Englisch und Rechnen ergänzt durch Staatsbürgerkunde und Gesundheitspflege stand ebenfalls auf dem Lehrplan; diese Stunden wurden zum Teil von Fachlehrern der Gewerbeschule Lübeck gehalten. Außerdem wurden auf der Schule zeitweise Kochsjungen (Kochsmaaten) ausgebildet. Zur Geschichte der Schule gehört ferner das Segelschulschiff Passat auf dem – sofern nicht in Fahrt – die Schiffsjungen einen Teil ihres Dienstes abzuleisten hatten; dieser Dienst wurde vor 1966 eingestellt.
In den Anfangsjahren ihres Bestehens trugen die Schüler eine der ehemaligen Marine nachempfundene Ausgangsuniform (Colani Uniform) mit hellblauem Priwallärmelband und Schiffchen mit Priwallwappen als Kopfbedeckung. Die einheitliche Arbeitskleidung bestand aus dunkelblauem Arbeitsanzug (Marinehemd), Troyer und Pudelmütze. Etwa Anfang der 1970er Jahre wurde die Uniform abgeschafft. Ein Teil der Ausbilder waren frühere Marineangehörige, entsprechend straff wurde damals der Schuldienst abgehalten. Auch meldeten sich ab Mitte der 1950er Jahre regelmäßig Schulabsolventen zum Dienstantritt bei der neu aufgestellten Bundesmarine. Eine Besonderheit der Schiffsjungenschule war die begehrte Priwall-Leistungsnadel. Diese seltene Auszeichnung wurde am Lehrgangsende an Schüler mit außergewöhnlich hohem Notendurchschnitt und sehr guter Führung und Haltung vergeben.

### Folgeentwicklung
Der unter Einstellung des Schulbetriebs beschriebene Umbruch im Seetransportwesen hatte auch wesentlichen Einfluss auf die weitere Entwicklung der Seemannsschule auf dem Priwall. Im Gegensatz zu den drei Hamburger Schulen, die Anfang der 1970er Jahre geschlossen wurden, gelang es jedoch in Schleswig-Holstein sich den neuen Gegebenheiten anzupassen. So begann man bereits Ende der 1960er Jahre das Lehrgangsangebot der Schule zu erweitern. Ein Ausbildungslehrgang zum Bootsmann wurde eingeführt; später ein weiterer Umschulungslehrgang zum Deckschlosser gestartet. Letzterer weil es sich gezeigt hatte, dass neben seemännischen Fertigkeiten mehr und mehr technische Kenntnisse im modernen Schiffsbetrieb gefordert wurden. Konkret hieß dies, das Bordpersonal musste in der Lage sein, sowohl im Decks- als auch im Maschinenbetrieb qualifizierte Arbeit zu leisten. Die Ausbildung war der Vorläufer zur Jahre später eingeführten dreijährigen Schiffsmechanikerlehre, wie sie heute von der Schule durchgeführt wird.
All diese Aktionen erforderten hohe finanzielle Investitionen, die getätigt werden konnten, weil das Land Schleswig-Holstein ab 1972 die alleinige Trägerschaft der Schule übernahm und die Zuständigkeit und Fachaufsicht ab diesem Zeitpunkt beim Ministerium für Wirtschaft und Verkehr lag. Große Anstrengungen wurden vom Lehrkörper verlangt, d. h. die Ausbilder selber mussten durch vielfache Schulungsmaßnahmen auf den geforderten Stand der Technik gebracht werden. Außerdem wurde nicht nur seemännisches und technisches Fachwissen gefordert, sondern auch pädagogische Kenntnisse, die z. T. erst erworben werden mussten. Als Folge der veränderten Situation wurden 1972 die dreimonatigen Ausbildungslehrgänge für Schiffsjungen eingestellt und ein sogenannter Blockzeitunterricht eingeführt. Gleichzeitig wurde die Ausbildung auf 10 Wochen pro Jahr verlängert und damit den gestiegenen Anforderungen angepasst. Konkret hieß dies, dass zu Beginn, in der Mitte und am Ende einer insgesamt dreijährigen Ausbildungsdauer jetzt ein zehnwöchiger Unterricht an der Seemannsschule stattfand. Am Schluss des letzten Schulzeitblocks wurde die Matrosenprüfung abgelegt.
Bereits in den ersten Jahren ihres Bestehens hatte sich die Schulleitung stets um gute Verbindungen zu Reedereien, Werften, Seefahrtbehörden und Verbänden bemüht. Auch bestanden beste nachbarschaftliche Kontakte zur Travemünder Bevölkerung. Das heißt, die Seemannsschule hatte schon in frühen Jahren einen guten Ruf und es war das besondere Anliegen der nachfolgenden Schulleiter, diesen auch weiterhin zu wahren. Auf diese Weise konnten später große Anschaffungen getätigt, umfangreiche Baumaßnahmen durchgeführt und Einrichtung modernisiert werden, wobei ein Teil der Mittel nicht aus öffentlicher Hand stammten. Diese Maßnahmen, die im Einzelnen noch benannt werden, waren nicht nur dringend erforderlich, sondern, wie sich gezeigt hat, für den Fortbestand der Seemannsschule unabdingbar.
Ab 1975 wurden in der Bundesrepublik gesetzliche Voraussetzungen geschaffen, die eine allgemein gültige Berufsausbildung in der Seefahrt regelten. Diese Regelung wurde u. a. in einer Matrosen-Ausbildungsverordnung dokumentiert. Des Weiteren trat 1978 die Schiffsbetriebsmeister-Verordnung in Kraft, die die Lehrgangsteilnehmer später im Borddienst in die Lage versetzen sollte, selbst qualifizierten Unterricht an Bord zu halten. Wie oben beschrieben, erforderte diese Ausweitung des Lehrbetriebes weiter ein hohes Maß an Einsatzbereitschaft und Engagement für Schulleitung und Lehrerschaft, und nicht zuletzt wurden neue und teilweise höhere Anforderungen an die auszubildenden Seemannsschüler gestellt. Parallel hierzu musste der Ausbau des technischen und seemännischen Inventars weiter betrieben werden.

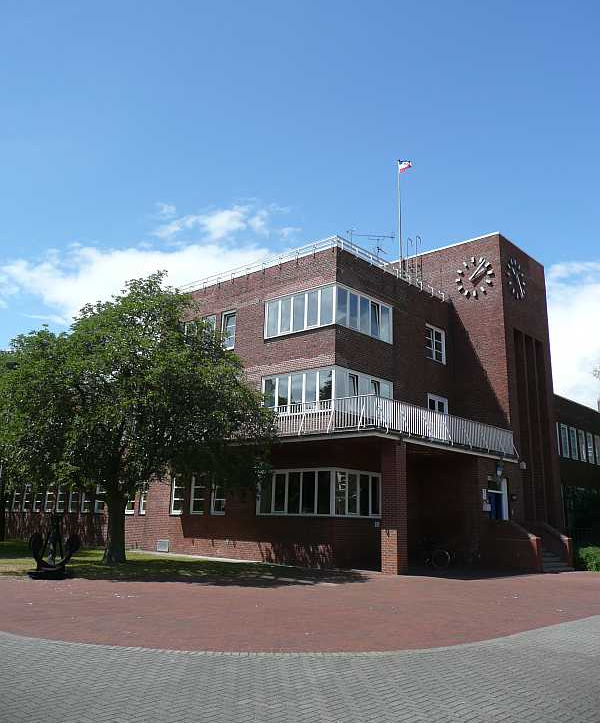
Seemannsschule Hauptgebäude 2008

Ab 1982 wurden zum einen an der Schule erstmals Schiffsbetriebsmeisterlehrgänge abgehalten und zum anderen Ergänzungslehrgänge für Matrosen angeboten; nach erfolgreichem Abschluss erhielt der Absolvent den Schiffsmechanikerbrief. 1983 wurde Schiffsmechaniker ein anerkannter Ausbildungsberuf, der wiederum später als Basis für die Ausbildung zum Seesteuermann und Kapitän und zum nautischen und technischen Schiffsoffizier diente; siehe unten Literatur zur Berufsbildung, Hans Wilhelm Hoffmann. Bereits 1978 war mit Baumaßnahmen zur Erweiterung der Schule begonnen worden. Diese Erweiterung und Erneuerung alten Inventars war zum einen wegen der steigenden Zahl der Auszubildenden, als auch wegen geforderter neuer Techniken notwendig. Die Arbeiten wurden in verschiedenen Bauphasen durchgeführt und waren 1985 abgeschlossen.

Seemannsschule Travemünde-Priwall – 2008
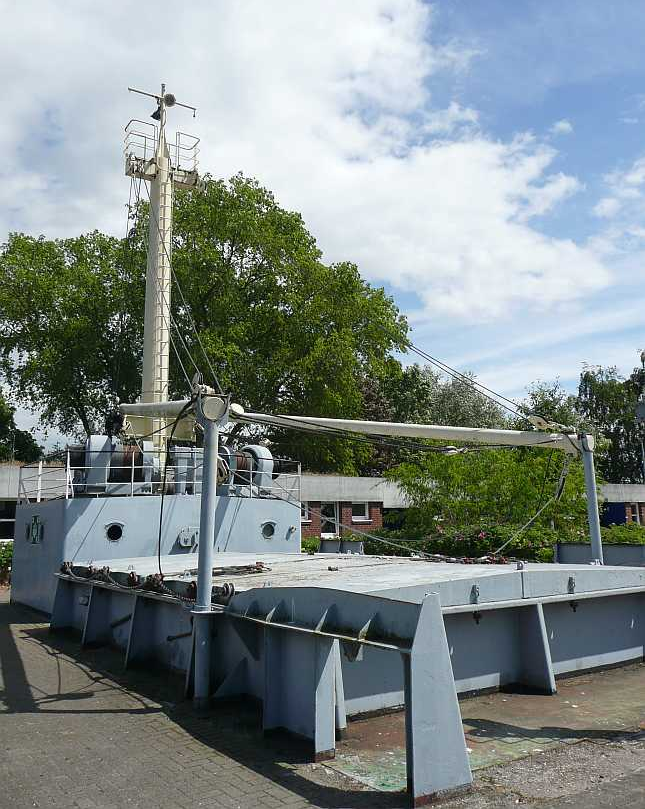
Ladegeschirr mit MacGregor Lukendeckel System
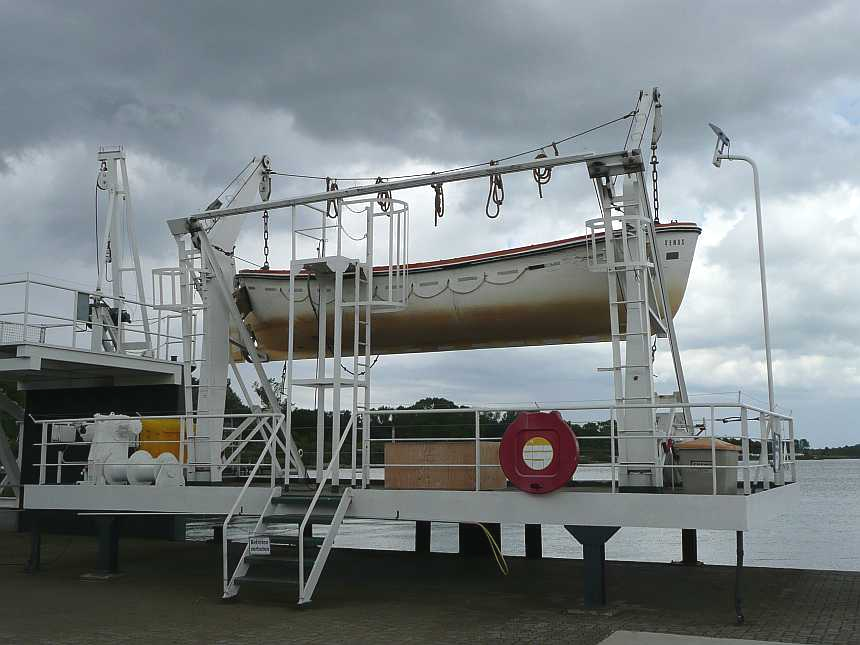
Rettungsboot mit Schwerkraftdavit
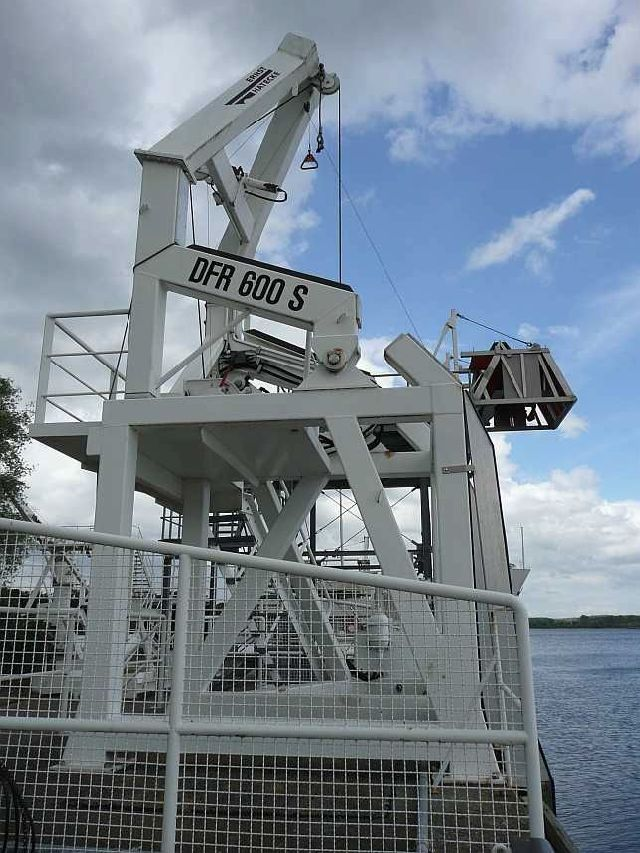
Moderne Anlage zum Aussetzen von Freifallrettungsbooten
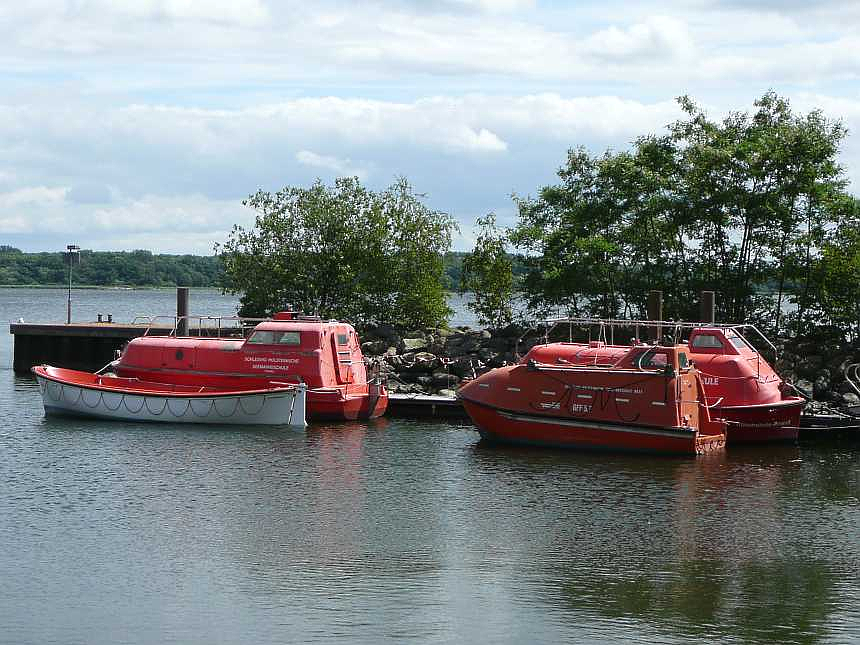
Freifallrettungsboote und konventionelles Rettungsboot
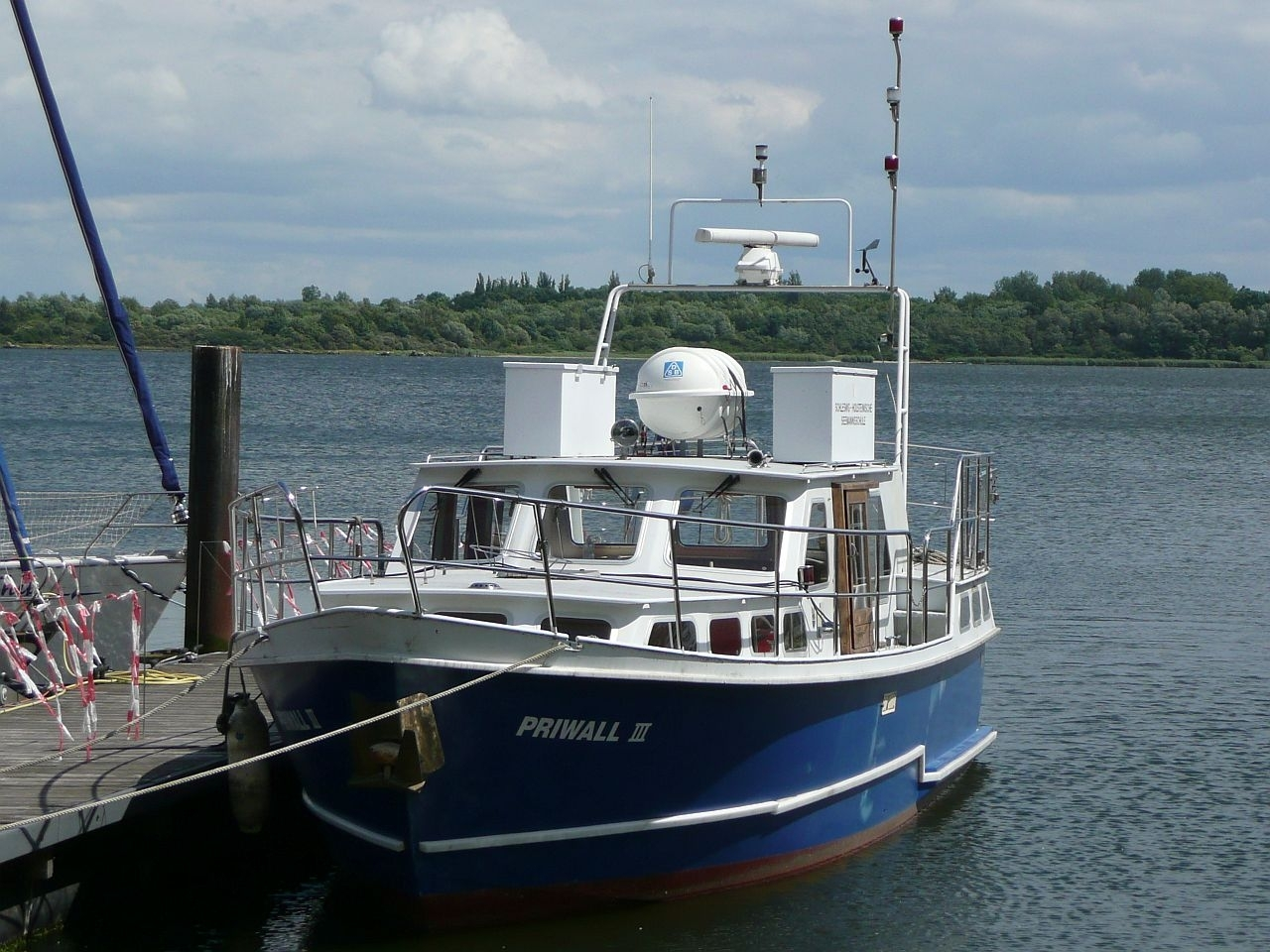
Motorboot Priwall III am Steg der Seemannsschule

### Hamburg
- Wolfram Klövekorn: Wer nie sein Brot als Moses aß – von der Mosesfabrik zur See. Books on Demand, Norderstedt 2009, ISBN 978-3-8370-2344-2.
- Maria Möring: Die Geschichte der Deutschen Seemannsschule Hamburg. Ernst Kabel Verlag, Hamburg 1992, ISBN 3-8225-0213-8.
- Volker Plagemann (Hrsg.): Übersee – Seefahrt und Seemacht im Deutschen Kaiserreich – Seemannsausbildung. Verlag C.H.Beck, München 1988, ISBN 3-406-33305-2.
- Jürgen Dobert: Die Seemannsschule am Elbhang muß schließen. In: Hamburger Abendblatt, 30. April 1974.
- Hamburger Abendblatt. vom 1./2. Dezember 1962.
- Hamburger Morgenpost. vom 30. November 1962.
- Norddeutsche Nachrichten. vom 30. November 1962.
- Seemannsschule Hamburg-Blankenese, Falkensteiner Ufer, Merkblatt Rot.Ie/49 von 11.54/1000; Betrifft: Bedingungen der Seemannschule Hbg.-Blankenese. und Merkblatt über die Laufbahn in der deutschen Handelsschifffahrt. von 1954.
- Betrifft: Nachwuchskräfte für die deutsche Handelsschifffahrt. Arbeitsamt Hamburg, Beratungsstelle für Schiffahrtsberufe, Merkblatt -10-6419 von 1954
- Wieder ganz Kurort Blankenese. In: Norddeutsche Nachrichten. Nr.: 64, S. 3 vom 16. März 1939.
- Billige Kräfte. In: Der Spiegel. Nr. 35, 1958 (online).

### Schleswig-Holstein
- Uwe Bremse, Horst Fuchs: Travemünde, Lübecks modernes Seebad mit Tradition. Rund um den Priwall. Verlag Schmidt-Römhild, Lübeck und andere 1993, ISBN 3-7950-3207-5.
- Hanne Kühner: PASSAT Botschafterin des Friedens. Kallweit Verlag und Druckerei, Lübeck 2002, ISBN 3-9808565-0-X.